# Bataille de Suthul
Guerre de Jugurtha
Batailles
La bataille de Suthul est un épisode de la guerre de Jugurtha,. La bataille eut lieu à la fin de l'an  110 av. J.-C. ou au début de 109 av. J.-C. entre les forces  romaines dirigée par le propréteur Aulus Postumius Albinus et l'armée de Numidie, dirigé par le roi Jugurtha. En 110, le consul Spurius Postumus Albinus envahit la Numidie, mais la délaisse peu de temps après pour préparer les élections à Rome. Il donne à son frère Aulus Postumius Albinus le rang de propréteur et la direction de l'armée romaine, que son nouveau commandant emmène en campagne militaire sans mandat. Aulus Postumius Albinus est facilement trompé par Jugurtha, qui surprend les Romains à Suthul près de la ville de Calama.